# Projekt (časopis)
Časopis Projekt: Revue slovenskej architektúry je vydáván od roku 1959.
Vznikl v roce 1958 se záměrem poskytovat informace o dění na poli slovenské architektury. Koncepce časopisu se opírala o příspěvky jednotlivých projekčních ústavů na regionální úrovni, což mělo ukázat stav slovenské architektury v objektivnějším světle, než kdyby byl redigovaný z bratislavské centrály. Zároveň byl vytvořen cyklický systém, podle kterého za každé číslo odpovídal jiný projekční ústav.
Časopis od svého založení vychází pravidelně s periodicitou 6 čísel ročně, pod patronátem Spolku architektů Slovenska. V současnosti, kromě mapování nejnovějšího dění ve slovenské a světové architektuře, přispívá též k hlubšímu historickému poznání architektury a teorie architektury.
Kromě klasické tištěné verze vychází od roku 2004 též v internetové podobě na stránkách archinet.sk
Současné složení redakce:
- šéfredaktor: Peter Mikloš
- redaktorka: Zoja Droppová
- tajemník redakce: Peter Gula
- ediční rada: Ján Bahna, Dana Bořutová, Martin Drahovský, Karel Doležel, Ivan Gürtler, Martin Kohlbauer, Adolph Stiller, Štefan Šlachta, Imro Vaško

Složení redakce v roce 1971:
- šéfredaktor: Jozef Ruttkay
- zástupce šéfredaktora: Oldrich Majda
- sekretářka redakce: Irena Fabianová
- redaktor: Cyril Hlaváč
- redakční rada: Ján Antal, Ladislav Kmeť, Martin Kusý, Ivan Matušík, Stanislav Talaš[2]